# Église Sainte-Croix de Lewiston
L'église Sainte-Croix (anglais : Holy Cross Church) est une église située au 1080 rue Lisbon à Lewiston (Maine), elle fait partie du diocèse de Portland.

## Édifice
Sur la porte principale de l'église est la devise O Crux ave, spes unica (Salut, ô Croix, notre unique espérance) - une forme de l'ancien cantique Vexilla Regis. L'intérieur de l'église est embelli avec les statues importantes, un autel sculpté de bois et les grilles en fer forgé avec feuille d'or. Les vitraux représentent aussi des saints catholiques importants et chaque baie a été le don d'un paroissien.

## Historique
L'église originale a célébré sa première messe le 14 septembre 1924. Les paroissiens étaient d'origine canadienne française. Après une première controverse sur le nom de l'église, en 1926 l'église fut dénommé « Sainte-Croix » et ses paroissiens sont devenus presque exclusivement Franco-Américains, les membres irlandais-américains ayant rejoint l'église Saint Patrick,.
Une nouvelle église a été construite après la Seconde Guerre mondiale et une rénovation étendue a été accomplie en 1985.
Beaucoup de mariages ont été célébrés à l'église Sainte-Croix. Un livre récent, écrit par Youville Labonté, comporte des notes généalogiques sur ces mariages.

## Ressources
Cette église catholique a une bibliothèque de 3 500 livres.